# Frederick Seymour
Pour les articles homonymes, voir Seymour (patronyme).
Frederick Seymour, né le 6 septembre 1820 à Belfast et mort le 10 juin 1869 à Bella Coola, est un administrateur colonial britannique. De 1864 à 1869, il est le second gouverneur de la colonie de la Colombie-Britannique.

## Biographie
Seymour est le fils d'Henry Augustus Seymour, lequel est un fils illégitime de Francis Ingram-Seymour-Conway, marquis d'Hertford.

### Fonctionnaire colonial
Il obtient un poste auprès du Bureau des Colonies en 1842. Il est d'abord affecter à la Terre de Van Diemen en tant que sous-secrétaire colonial. En 1848, il devient magistrat extraordinaire à Antigua, dans les Îles Sous-le-Vent. En 1853, il est nommé à la présidence de Niévès. En 1857, il devient surintendant du Honduras britannique ainsi que lieutenant-gouverneur des Îles de la Baie, puis lieutenant-gouverneur du Honduras à partir de 1862.
Seymour revient passer quelques mois en Angleterre en 1863 pour récupérer d'une fièvre. À son retour en Amérique centrale, le ministre des Colonies le nomme au poste de gouverneur de la colonie de la Colombie-Britannique le 11 janvier 1864. Il fait un bref séjour en Angleterre puis il s'embarque pour l'ouest du Canada en compagnie d'Arthur Birch, secrétaire colonial pour la Colombie-Britannique.

### Gouverneur de la Colombie-Britannique
À son arrivée, les finances de la colonie sont mauvaises et des colons demandent l'établissement d'un gouvernement responsable. Seymour décide de poursuivre l'initiative de son prédécesseur James Douglas de construction des routes menant aux mines d'or du Cariboo. Après s'être montré réticent, il accepte le projet d'union entre sa colonie et la colonie de l'Île de Vancouver. Il proclame l'union le 19 novembre 1866.
Les trois dernières années de son mandat sont difficiles. Seymour est malade et la population est de plus en plus agitée. Un marasme économique touche la colonie, qui voit l'exode de ses jeunes et le projet de construction d'une ligne télégraphique abandonné. En 1867, l'idée de se joindre la toute nouvelle Confédération canadienne gagne en popularité dans la colonie. Seymour est plutôt tiède à la proposition.
Faible, Seymour signe son testament le 3 avril 1869. Il décide de mettre de l'ordre dans ses affaires et de mener un dernier voyage en tant que gouverneur. Il s'embarque pour la côte pour tenter de régler un conflit entre deux tribus ayant pour effet d'entraver la pêche sur la rivière Nass. Il contracte la dysenterie et son état se dégrade à Bella Coola où il décède le 10 juin.

## Hommages
Plusieurs lieux sont nommés en son honneur, dont :
- Mont Seymour
- Baie Seymour